# St. Mary Parish
St. Mary Parish is een parish in de Amerikaanse staat Louisiana.
De parish heeft een landoppervlakte van 1.587 km² en telt 53.500 inwoners (volkstelling 2000). De hoofdplaats is Franklin. Ze grenst in het westen aan Iberia Parish, in het noorden aan St. Martin Parish, in het oosten aan Assumption Parish en Terrebonne Parish en in het zuiden aan de Golf van Mexico. Het is een van de 22 parishes die samen Acadiana of Cajun Country vormen.